# Sanya Juu
Sanya Juu è una circoscrizione urbana (urban ward) della Tanzania situata nel distretto di Siha, regione del Kilimangiaro. Conta una popolazione di 11 283 abitanti (censimento 2012).